# ستان باتريك
ستان باتريك (5 مايو 1922 بشيكاغو في الولايات المتحدة - 2000 في الولايات المتحدة) (بالإنجليزية: Stan Patrick)‏ هو لاعب كرة سلة أمريكي في مركز مدافع مسدد الهدف. لعب مع Chicago American Gears ‏.

## وصلات خارجية
- ستان باتريك على موقع إن بي أي (الإنجليزية)
- ستان باتريك على موقع سبورتس رفرنس (الإنجليزية)
- ستان باتريك على موقع ريلجم (الإنجليزية)
- ستان باتريك على موقع بروبوليرز (الإنجليزية)
- ستان باتريك على موقع سبورتس رفرنس (الإنجليزية)